# Aéroport de Qamdo Bamda
L'aéroport de Qamdo Bamda (code IATA : BPX • code OACI : ZUBD), aussi appelé aéroport Changdu Bangda, est un aéroport desservant Qamdo (Changdu) dans l'Est du Tibet. Il est situé dans le village de Bamda (Bangda).
À une altitude de 4 334 m, l'aéroport Qamdo Bamba a été le plus haut aéroport du monde avant d'être dépassé par l'aéroport Daocheng Yading, situé à  4 411 m, le 16 septembre 2013.

## Histoire
Le tarmac de la piste est posé en 1994. L'aéroport entre en service en 1995. La piste est fermée de juin à août 2013 pour une mise à niveau,.
La construction d'une deuxième piste d'atterrissage longue de 4km a démarré en 2015, son ouverture étant prévue pour 2018.

## Activités
Deux compagnies aériennes utilisent l'aéroport de Qamdo Bamda: Tibet Airlines et Air China.
L'aéroport comporte des dangers en lien avec l'oxygène raréfié de son altitude : En sortant de la cabine pressurisée, les voyageurs peuvent expérimenter des vertiges soudains.
Longue de 5,5km, la piste de l'aéroport de Qamdo Bamda est la plus longue piste d'atterrissage bétonnée au monde. Cette distance s'explique par la haute altitude qui nécessite des distances de lancement plus longues pour l'atterrissage et le décollage.